# جوزف کاسور
جوزف کاسور (انگلیسی: Josef Kaczor؛ زادهٔ ۲۳ مارس ۱۹۵۳) بازیکن فوتبال اهل آلمان است.
از باشگاه‌هایی که در آن بازی کرده‌است می‌توان به باشگاه فوتبال آینتراخت فرانکفورت، باشگاه فوتبال فاینورد، و باشگاه فوتبال بوخوم اشاره کرد.